# Teodoro de Beza
Teodoro de Beza o Théodore de Bèze (Vézelay, 24 de junio de 1519-Ginebra, 13 de octubre de 1605) fue un humanista y teólogo calvinista francés. Tradicionalmente se le considera una de las figuras más prominentes, junto a François Hotman, Duplessis-Mornay y Johannes Althusius, de los llamados pensadores monarcómanos protoliberales.

## Biografía

### Primeros años
Teodoro de Beza nació en Vézelay, Borgoña, Francia. Su padre, Pierre de Beze, gobernador real de Vézelay, descendía de una distinguida familia borgoñona; su madre, Marie Bourdelot, era conocida por su generosidad. El padre de Beza tenía dos hermanos: Nicolás, que fue miembro del Parlamento en París; y Claude, que fue abad del monasterio cisterciense de Froimont en la diócesis de Beauvais. Nicolás, que no estaba casado, durante una visita a Vézelay estaba tan contento con Teodoro que, con el permiso de sus padres, lo llevó a París para educarlo allí. Desde París, Teodoro fue enviado a Orleans en diciembre de 1528 para tomar clases con el famoso maestro alemán Melchior Wolmar. Fue recibido en la casa de Wolmar, y ese día fue celebrado después como un segundo cumpleaños. El joven Beza siguió pronto a su maestro a Bourges, llamado por la duquesa Margarita de Angulema, hermana de Francisco I. En ese momento, Bourges era el foco del movimiento de la Reforma protestante en Francia. En 1534, después de que Francisco I emitiera su edicto contra las innovaciones eclesiásticas, Wolmar regresó a Alemania. Beza, de acuerdo con el deseo de su padre, volvió a Orleans para estudiar derecho y pasó allí cuatro años (1535-39). El estudio de las leyes tenía poco atractivo para él; disfrutaba más con la lectura de los clásicos, especialmente Ovidio, Catulo y Tibulo. Recibió el grado de licenciado en derecho el 11 de agosto de 1539 y, como su padre lo deseaba, se fue a París, donde comenzó a ejercer. Para apoyarlo, sus parientes obtuvieron para él dos prebendas, cuyos ingresos ascendían a setecientas coronas de oro al año; y su tío le había prometido convertirlo en su sucesor. Beza pasó dos años en París y ganó una posición prominente en círculos literarios. Para escapar de las muchas tentaciones a las que estaba expuesto, con el conocimiento de dos amigos se comprometió en el año 1544 con una joven de ascendencia humilde, Claudine Denoese, a la que prometió casarse con ella tan pronto como las circunstancias lo permitieran.
En 1548 publicó una colección de poesía latina, Juvenilia, que lo hizo famoso y fue considerado uno de los mejores escritores de poesía latina de su tiempo. Hay quienes han advertido contra la búsqueda de detalles biográficos en sus escritos. Philip Schaff argumentó años más tarde que era un error «leer entre líneas lo que nunca tuvo la intención de poner allí» o imaginar «delitos de los que no era culpable ni siquiera en el pensamiento». Poco después de la publicación de su libro enfermó y su afección, según se dijo, le hizo ver sus necesidades espirituales. Poco a poco llegó a aceptar la salvación en Cristo, que levantó su espíritu. Luego resolvió cortar sus conexiones con el entorno y se fue a Ginebra, la ciudad suiza que servía de refugio para los franceses evangélicos (adherentes del movimiento de Reforma), a donde llegó con Claudine el 23 de octubre de 1548. Profesor en Lausana, fue recibido por Juan Calvino, quien ya lo había conocido en casa de Wolmar. Beza no tenía una ocupación inmediata, por lo que se fue a Tubinga para ver a su antiguo profesor Wolmar. En el camino, visitó a Pierre Viret en Lausana, quien llevó a cabo su nombramiento como profesor de griego en la academia allí fundada en noviembre de 1549. Beza encontró tiempo para escribir un drama bíblico, El sacrificio de Abraham, en el que contrastaba el catolicismo con el protestantismo, y el trabajo fue bien recibido. El texto de algunos versos incluye instrucciones para la interpretación musical, pero la música no ha sobrevivido. Después de la muerte de Clément Marot en 1544, Calvino ele pidió que completara sus traducciones métricas francesas de los Salmos. Treinta y cuatro de sus traducciones fueron publicadas en la edición de 1551 del Psalterio de Ginebra y seis más fueron agregadas en ediciones posteriores.
Casi al mismo tiempo publicó Passavantius, una sátira dirigida contra Pierre Lizet, expresidente del Parlamento de París, e impulsor principal de la "cámara ardiente" (chambre ardente), quien en ese momento (1551) era abad de San Víctor, cerca de París, y había publicado varios escritos polémicos. De un carácter más serio fueron dos controversias en las que Beza estuvo involucrado en este momento. La primera hacía referencia a la doctrina de la predestinación y la controversia de Calvino con Jérome-Hermès Bolsec. La segunda estaba relacionada con la quema de Miguel Servet en Ginebra el 27 de octubre de 1553. En defensa de Calvino y los magistrados de Ginebra, Beza publicó en 1554 la obra De haereticis a civili magistratu puniendis (traducida al francés en 1560).

### Viajes en nombre de los protestantes
En 1557, Beza se interesó especialmente por los valdenses de Piamonte, Italia, que estaban siendo acosados por las autoridades francesas. En su nombre, fue con Guillermo Farel a Berna, Zúrich, Basilea y Schaffhausen, luego a Estrasburgo, Montbéliard, Baden y Göppingen. En Baden y Göppingen, Beza y Farel hicieron una declaración con respecto a los puntos de vista de los valdenses sobre el sacramento el 14 de mayo de 1557. La declaración escrita establecía claramente su posición y fue bien recibida por los teólogos luteranos§§§§§§§, pero fue fuertemente desaprobada en Berna y Zúrich. En el otoño de 1558, Beza emprendió un segundo viaje con Farel a Worms a través de Estrasburgo con la esperanza de lograr la intercesión de los príncipes evangélicos del Imperio en favor de los hermanos perseguidos en París. Con Melanchthon y otros teólogos reunidos en el Coloquio de Worms, Beza propuso la unión de todos los cristianos protestantes, pero Zúrich y Berna rechazaron decididamente la propuesta. Los príncipes alemanes recibieron informes falsos de que las hostilidades contra los hugonotes en Francia habían cesado y que no se había enviado ninguna embajada a la corte de Francia. Como resultado, Beza emprendió otro viaje con Farel, Johann Franz Buddeus y Gaspard Carmel a Estrasburgo y Fráncfort, donde se decidió el envío de una embajada a París.

### Estancia en Ginebra
A su regreso a Lausana, Beza se sintió muy perturbado. En unión con muchos ministros y profesores de la ciudad y el país, Viret pensó finalmente en formar un consistorio y en introducir una disciplina eclesial que debería aplicar la excomunión, especialmente en la celebración de la comunión. Pero el bernés, entonces bajo el control de Lausana, no tendría un gobierno de la iglesia calvinista. Esto causó muchas dificultades, y Beza pensó que lo mejor era establecerse en Ginebra en 1558. Aquí se le dio la cátedra de griego en la academia de reciente creación, y después de la muerte de Calvino también la de teología, así como la obligación de predicar. Completó la revisión de la traducción de Pierre Olivetan del Nuevo Testamento, que había comenzado algunos años antes. En 1559, emprendió otro viaje en interés de los hugonotes, esta vez a Heidelberg. Casi al mismo tiempo tuvo que defender a Calvino contra Joachim Westphal en Hamburgo y Tilemann Heshusius. Más importante que esta actividad polémica fue la declaración de Beza de su propia confesión. Originalmente, fue preparado para su padre en la justificación de sus acciones y la había publicado en forma revisada para promover el conocimiento evangélico entre los compatriotas de Beza. Fue impresa en latín en 1560 con una dedicatoria a Wolmar. Se publicó una traducción al inglés en Londres 1563, 1572 y 1585, así como al alemán, neerlandés e italiano.

### Eventos entre 1560-63
Mientras tanto, las cosas tomaron tal forma en Francia que parecía posible el futuro más feliz para el protestantismo. El rey consorte de Navarra, Antonio de Borbón, cediendo a las urgentes peticiones de los nobles evangélicos, declaró estar dispuesto a escuchar a un prominente maestro de la Iglesia. Beza, un noble francés y director de la academia en la metrópolis del protestantismo francés, fue invitado al castillo de Nérac, pero no pudo plantar la semilla de la fe evangélicaen el corazón del rey. En el año siguiente, 1561, Beza representó a los evangélicos en el Coloquio de Poissy, y de una manera elocuente defendió los principios de la fe evangélica. El coloquio no dio resultados, pero Beza como jefe y defensor de todas las congregaciones reformadas de Francia] fue venerado y odiado al mismo tiempo. La reina insistió en otro coloquio, que se inauguró en St. Germain el 28 de enero de 1562, once días después de la proclamación del famoso edicto de enero, que otorgaba importantes privilegios a los de la fe reformada. Pero el coloquio se rompió cuando se hizo evidente que el partido católico se estaba preparando (después de la Masacre de Vassy, el 1 de marzo) para derrocar al protestantismo. Beza escribió apresuradamente una carta circular (25 de marzo) a todas las congregaciones protestantes del Imperio y se fue a Orléans con el líder hugonote Condé y sus tropas. Era necesario proceder de forma rápida y enérgica. Pero no había soldados ni dinero. A petición de Conde, Beza visitó todas las ciudades hugonotes para obtener ambas cosas y escribió un manifiesto en el que argumentaba la justicia de la causa reformada. Como uno de los mensajeros para recolectar soldados y dinero entre sus correligionarios, Beza fue designado para visitar Inglaterra, Alemania y Suiza. Fue a Estrasburgo y Basilea, pero fracasó en su propósito. Luego regresó a Ginebra, adonde llegó al 4 de septiembre. Apenas habían pasado quince días cuando D'Andelot lo llamó una vez más a Orléans. La campaña fue cada vez más exitosa; pero la publicación del desafortunado decreto de pacificación, que Condé aceptó el 12 de marzo de 1563, llenó de horror a Beza y a toda la Francia protestante.
- Sucesor de Calvino

Durante veintidós meses estuvo Beza ausente de Ginebra, y los intereses de la escuela y de la Iglesia allí y, especialmente, la afección de Calvino hicieron necesario que regresara, ya que no había nadie que ocupara el lugar de Calvino, que estaba enfermo e incapaz de trabajar. Calvino y Beza hicieron arreglos para realizar sus tareas conjuntamente en semanas alternas, pero la muerte de Calvino ocurrió poco después (27 de mayo de 1564). Por supuesto, Beza fue su sucesor. Hasta 1580, Beza no solo fue moderador de la Compañía de Pastores, sino también el alma real de la gran institución de aprendizaje en Ginebra que Calvino había fundado en 1559, y que consistía en un colegio y una academia. Beza se interesó durante toda su vida por la educación superior. La juventud protestante atestó durante casi cuarenta años el salón de actos para escuchar sus conferencias teológicas, en las que exponía la ortodoxia calvinista más pura. Como consejero, fue escuchado por magistrados y pastores. Fundó una escuela de derecho en Ginebra en la que François Hotman, Jules Pacius y Denys Godefroy, los más eminentes juristas del siglo, dieron conferencias a su vez (cf. Charles Borgeaud, L'Academie de Calvin, Ginebra, 1900).
- Acontecimientos después de 1564

Como sucesor de Calvino, Beza tuvo mucho éxito, no solo en el desempeño de su trabajo, sino también en dar paz a la Iglesia en Ginebra. Los magistrados se habían apropiado completamente de las ideas de Calvino, y la dirección de los asuntos espirituales, cuyos órganos eran los "ministros de la palabra" y "el consistorio", se fundó sobre una base sólida. No surgió ninguna controversia doctrinal después de 1564. Las discusiones se referían a cuestiones prácticas, sociales o eclesiásticas, como la supremacía de los magistrados sobre los pastores, la libertad de predicación y la obligación de los pastores de someterse a la mayoría de la Compañía. Beza no forzó su voluntad sobre sus asociados, ni adoptó medidas severas contra colegas imprudentes o temerarios, aunque a veces tomó sus casos en la mano y actuó como mediador; y, sin embargo, experimentó a menudo una oposición tan extrema que amenazó con renunciar. Aunque estaba inclinado a estar de parte de los magistrados, sabía cómo defender los derechos y la independencia del poder espiritual cuando surgía la ocasión, pero sin otorgarle una influencia tan preponderante como lo hizo Calvino. Beza no creía prudente que la Compañía de Pastores tuviera una directiva permanente. Convenció a la Compañía para que solicitara al Concejo  pequeño que tuviera términos limitados para el puesto de moderador. En 1580, el Concejo acordó una presidencia rotativa semanal. Su actividad fue genial. Medió entre la compañía y la magistratura. Esta última le pedía consejo continuamente, incluso en cuestiones políticas. Mantuvo correspondencia con todos los líderes del partido protestante en Europa. Después de la masacre del día de San Bartolomé (1572), utilizó su influencia para dar a los refugiados una acogida hospitalaria en Ginebra. En 1574, escribió su De jure magistratuum (Derecho de los magistrados), en el cual protestaba enfáticamente contra la tiranía en asuntos religiosos, y afirmaba que es legítimo que un pueblo se oponga a una magistratura indigna de una manera práctica y, si fuera necesario, usara las armas. Sin ser un gran dogmático como su antecesor, ni un genio creativo en el ámbito eclesiástico, Beza tenía cualidades que lo hicieron famoso como humanista, exegeta, orador y líder en asuntos religiosos y políticos, y lo calificaron para ser el guía de los calvinistas en toda Europa. En las diversas controversias en las que se sintió atraído, Beza mostró a menudo un exceso de irritación e intolerancia, que hicieron sufrir especialmente a Bernardino Ochino, pastor de la congregación italiana en Zúrich (a causa de un tratado que contenía algunos puntos objetables sobre la poligamia), y Sebastian Castellio en Basilea (debido a sus traducciones de la Biblia en latín y francés).
Beza continuó manteniendo las relaciones más estrechas con la Francia reformada. Fue el moderador del sínodo general que se reunió en abril de 1571 en La Rochelle y decidió no abolir la disciplina eclesiástica o reconocer al gobierno civil como jefe de la Iglesia, como lo exigían el ministro de París, Jean Morel y el filósofo Pierre Ramus; también decidió confirmar de nuevo la doctrina calvinista de la Cena del Señor (por la expresión: "sustancia del cuerpo de Cristo") contra el zuinglianismo, que provocó una disputa entre Beza y Ramus y Enrique Bullinger. En el año siguiente (mayo de 1572) tomó una parte importante en el sínodo nacional de Nîmes. También le interesaron las controversias sobre la Confesión de fe de Augsburgo en Alemania, especialmente después de 1564, sobre la doctrina de la Persona de Cristo y la Santa Cena, y publicó varias obras contra Westphal, Hesshusen, Selnecker, Juan Brenz y Jakob Andrea. Esto hizo que fuera odiado por todos aquellos que se adhirieron al luteranismo en oposición a Melanchthon, especialmente después de 1571.
El coloquio de Montbéliard
El último conflicto polémico de importancia que Beza encontró con los luteranos fue en el Coloquio de Montbéliard, del 14 al 27 de marzo de 1586, al que había sido invitado por el conde luterano Federico de Wurtemberg por deseo de los residentes francófonos y reformados, así como por los nobles franceses que habían huido a Montbéliard. Por supuesto, la unión intencionada que era el propósito del coloquio no se llevó a cabo; sin embargo, provocó serios desarrollos dentro de la Iglesia Reformada. Cuando se publicaron las actas del coloquio, tal como habían sido preparadoas por Jakob Andrea, Samuel Huber, de Burg, cerca de Berna, que pertenecían a la facción luterana del clero suizo, se ofendió tanto por la doctrina supralapsaria de la predestinación propuesta en Montbéliard, de Beza consideró que era su deber denunciar a Musculus ante los magistrados de Berna como un innovador en la doctrina. Para ajustar el asunto, los magistrados organizaron un coloquio entre Huber y Musculus (2 de septiembre de 1587), en el que el primero representaba el universalismo, el segundo el particularismo, de la gracia. Como el coloquio no aportó resultados, se organizó un debate en Berna del 15 al 18 de abril de 1588, en el que la defensa del sistema de doctrina aceptado se puso al principio en manos de Beza. Los tres delegados de los cantones helvéticos que presidieron el debate, declararon al final que Beza había fundamentado la enseñanza propuesta en Montbéliard como la ortodoxa, y Huber fue despedido de su cargo.
- Últimos días

En adelante, la actividad de Beza se limitó cada vez más a los asuntos de su hogar. Su esposa Claudine había muerto sin hijos en 1588 después de cuarenta años de matrimonio, pocos días antes de ir a la Disputa de Berna. Por consejo de sus amigos, acordó un segundo matrimonio con Catharina del Piano, una viuda genovesa, para tener una compañera que le ayudara en sus últimos años. Hasta los 65 años disfrutó de una excelente salud, pero después se hizo perceptible un hundimiento gradual de su vitalidad. Estuvo activo en la enseñanza hasta enero de 1597. La experiencia más triste en sus últimos tiempos fue la conversión del rey Enrique IV al catolicismo, a pesar de sus más serias exhortaciones (1593). En 1596, los jesuitas de Alemania, Francia, Inglaterra e Italia difundieron un informe falso de que Beza y la Iglesia de Ginebra habían vuelto al seno de Roma, y Beza respondió en una sátira que mostraba que todavía poseía su antiguo fuego mental y vigor de expresión. Murió en Ginebra. No fue enterrado, como Calvino, en el cementerio general Plain-Palais (porque los saboyanos habían amenazado con secuestrar su cuerpo en Roma), sino en dirección a los magistrados, en el monasterio de St. Pierre.

## Nuevo testamento en griego de Beza
No menos importancia son las contribuciones de Beza a la erudición bíblica. En 1565 publicó una edición del Nuevo Testamento griego, acompañada en columnas paralelas por el texto de la Vulgata y una traducción propia (ya publicada desde 1556). Se agregaron anotaciones, también publicadas anteriormente, pero ahora las enriqueció y amplió enormemente. En la preparación de esta edición del texto griego, pero mucho más en la preparación de la segunda edición que publicó en 1582, Beza pudo haber recurrido a la ayuda de dos manuscritos muy valiosos. Uno se conoce como el Codex Bezae o Cantabrigensis, y más tarde fue presentado por Beza a la Universidad de Cambridge, donde permanece en la Biblioteca de la Universidad de Cambridge; el segundo es el Codex Claromontanus, que Beza había encontrado en Clermont-Ferrand (ahora en la Bibliothèque Nationale de France en París). Sin embargo, no fue a estas fuentes que Beza estaba principalmente endeudado, sino más bien a la edición anterior del eminente Robert Estienne (1550), basada en gran medida en una de las ediciones posteriores de Erasmo. Las labores de Beza en esta dirección fueron sumamente útiles para quienes vinieron después. Lo mismo puede afirmarse con la misma verdad de su versión latina y de las copiosas notas con las que se acompañó. Se dice que el primero ha sido publicado más de cien veces. Aunque algunos sostienen que el punto de vista de Beza sobre la doctrina de la predestinación ejerció una influencia excesivamente dominante sobre su interpretación de las Escrituras, no hay duda de que agregó mucho a una comprensión clara del Nuevo Testamento.

## Obras teológicas
Pero todos estos estudios humanísticos e históricos son superados por sus producciones teológicas (contenidas en Tractationes theologicae). En estos Beza aparece como el alumno perfecto o el alter ego de Juan Calvino. Su visión de la vida es determinista y la base de su pensamiento religioso es el reconocimiento de la predestinación como un efecto de la voluntad absoluta, eterna e inmutable de Dios, de modo que incluso la caída de la raza humana lo manifiesta. Lo esencial del plan divino del mundo de Beza, en forma tabular, aclara a fondo los puntos de vista religiosos que emanaba un modo de pensamiento supralapsario fundamental. Esto lo añadió a su altamente instructivo tratado "Summa totius Christianismi".
"De vera excommunicatione and Christiano presbyterio" de Beza (1590), escrita como respuesta a "Explicatio gravissimae quaestionis utrum excommunicatio de Thomas Erastus", contribuyó con una importante defensa del derecho de las autoridades eclesiásticas (y no a las autoridades civiles) a excomulgar.

## Obra
- Poemata Varia, sin año, versos ligeros inspirados en Ovidio y Catulo y dirigidos a la juventud que sus detractores le reprocharon muy a menudo haber compuesto; confesó que él era el primero en lamentarlo.
- 1550: Abraham sacrifiant, tragedia de tema bíblico.
- 1574: Du droit des Magistrats sur leurs sujets, escrito monarcómano en el cual justifica el derecho de los hugonotes a resistir a la tiranía.
- 1580: Histoire ecclésiastique des Églises Réformées de France, en la que se propone la idea de ley fundamental.
- 1581: Chrestiennes Meditations, donde se medita sobre los salmos penitenciales. Están escritas en forma de paráfrasis, género literario muy desarrollado en el siglo XVI.

## Literatura
- Alain Dufour. Théodore de Bèze, poète et théologien. Droz, Genf 2006, ISBN 2-600-01103-X

- Thomas Kaufmann. Reformatoren. Vandenhoeck & Ruprecht, Gotinga 1998, ISBN 3-525-34004-4 (Kleine Vandenhoeck & Ruprecht Reihe; 4004)

- Robert Stupperich. Reformatorenlexikon. Verlag Max Mohn, Gütersloh 1984, ISBN 3-579-00123-X.
- Vilaine Weben (ed.) Théodore de Bèze. Un grand de l'Europe, Vézelay 1519 - Genève 1605. Ed. „Les bergers & les mages“, Paris 2000, ISBN 2-85304-172-7